# Битва на реке Мхлатузе
Битва на реке Мхлатузе — битва, произошедшая между племенами Зулу и Ндвандве в 1820 году после Гражданской войны в Зулу. Вождество Ндвандве после этой битвы распалось, и вследствие этого в значительной степени рассеялось.

## Предыстория
В 1818 году инкоси ндвандве Звиде предпринял большой поход на земли зулусов. В битве при холме Гокли король зулусов Чака разгромил войско Звиде, которым командовал его старший сын и наследник Номахланджана. В сражении погибло 7500 воинов ндвандве, среди убитых был Номахланджана и его четверо братьев. Несмотря на понесенное поражение, Звиде продолжил готовиться к продолжению борьбы против Чаки и назначил главнокомандующим своего войска вождя Сошангане, который оказался способным полководцем. Учтя уроки поражения в битве на холме Гокли, Сошангане улучшил подготовку своих войск и перевооружил воинов Ндвандве ударными ассегаями для ближнего боя.

## Битва
Унылые Ндвандве провели холодную и голодную ночь на южном берегу реки Мхлатузе. Снова зулусы начали преследовать их, крича и делая вид, что атакуют, мешая отдыху. Ночью голодных ндвандве разбудил рев волов поблизости, их крики были отчетливыми в холодном зимнем воздухе. Ндвандве громко кричали, что пойдут за мясом, но Сошангане остановил их. Он указал, что после дней жутких и пустых краалей, бесплодной земли и голых зернохранилищ это могло быть ловушкой. Конечно, это было ловушкой. Чака, обеспокоенный тем, что его голодный враг повернет назад, погнал большую стаю волов, пока они не оказались в нескольких километрах от Ндвандве.
Сошангане послал разведчиков выяснить, где были эти волы. Зулусы притворились испуганными, когда увидели разведчиков, кричащих друг другу, чтобы они погнали скот, когда приближался враг. Убегая, они также выкрикивали массу сообщений, которая создавала впечатление, что весь народ зулусов бежал со своим скотом и пересекал Тугела в Нтунджамбили. Разведчики не были атакованы зулусами и вернулись, чтобы передать эту информацию Сошангане.
Когда наступило утро, ндвандве увидели стада крупного рогатого скота и зулусов, исчезающих за далекие холмы. Голодные полки пустились в погоню, преодолев 56 километров до берегов Тугелы. Там скот стоял на противоположной стороне реки, а там стояли зулусы, на переправе через реку. И снова Сошангане сдерживал свои голодающие войска. — Это было слишком просто. Зулусы вяло защищались на переправах через реки, но были слишком неуловимы. Звангендаба и Нхаба согласились с Сошанганой, что это была ловушка. Командиры ндвандве решили отступить и укрыться в лесу Нкандла, ожидая, что дальше будут делать хитрые зулусы. В лесу ндвандве начнут охоту и будут отправлять отряды за едой.
Утром Сошангане начал отступление по крутым северным склонам реки, отозвав два полка, переправившихся через Тугелу. Несмотря на то, что он провел маневр с большим мастерством, — вся его армия исчезла на восточной окраине леса Нкандла, благодаря своей отличной разведке Чака точно знал, что произошло и где находятся ндвандве. Сошангане, с другой стороны, не знал, что вся зулусская армия численностью 10 000 человек располагалась лагерем глубоко в темном лесу, менее чем в пяти километрах к западу от Ндвандве.
Свет от многочисленных костров отражался от листьев гигантских деревьев желтого дерева, когда зулусские воины жарили на гриле свои щедрые порции мяса. Чака раскрыл план своим командирам, включая Мзиликази и Дингане, когда подавали воинам мясо и пиво.
План Чаки по разгрому ндвандве сработал полностью. Когда голодная и истощенная армия ндвандве стала отступать, зулусские полки начали их преследовать. Чака одержал решающую победу, нанеся решающий удар в тот момент, когда половина армии ндвандве переправилась через реку Мхлатузе и напав всеми силами на оставшиеся на южном берегу силы противника. В ходе короткого, но мощного и решительного удара зулусов эта часть вражеской армии была уничтожена. Сумевшие избежать уничтожения воины ндвандве потеряли при переправе свои копья и щиты и оказались безоружными. После уничтожения всех сил противника на своем берегу зулусская армия переправилась через реку и атаковала вторую половину армии Ндвандве. В результате ожесточенного сражения армия ндвандве была полностью разгромлена, распалась на мелкие группы и обратилась в бегство. После этого Чаки приказал своим наиболее свежим полкам совершить максимально быстрый марш к столице Ндвандве. Два зулусских полка прибыли к штаб-квартире Звиде, возле современного Нонгома, прежде чем туда дошла новость о полном поражении армии ндвандве, при этом зулусы приближались к столице противника, как им было приказал Чака, распевая победные песни ндвандве. Когда обрадованные женщины и дети ндвандве вышли встретить, как они думали, возвращающиеся с победой свои войска, зулусы перерезали их всех. Однако Звиде вместе с несколькими приближенными удалось бежать. На следующий день остальные войска зулусов прошлись по всей территории противника, захватывая стада скота, сжигая хижины   и беспощадно убивая всех встреченных ндвандве. Уцелевшие ндвандве бежали на север, где они осели в верховьях реки Инкомати на расстояние двухсот миль от империи зулусов. Опустевшая территория ндвандве была аннексирована зулусами и в дальнейшем использовалась ими в качестве пастбищ.

## Последствия
Одним ударом зулусы уничтожили своего сильнейшего противника и завоевали авторитет среди окружающих племён. После этих событий ни одно соседнее племя больше не отваживалось нападать на страну зулусов.
Что же касается вождества ндвандве, то оно утратило и силы, и авторитет. После смерти Звиде в 1825 году государство Ндвандве распалось из-за измены его генералов и междоусобной борьбы его сыновей за власть. Один из них, Сикуньяна, в 1826 году снова вторгся во главе крупного войска в страну зулусов с целью отвоевать прежние владения ндвандве. Сикуньяна был так уверен в победе, что вёл за собой женщин и детей племени, вслед за ними пастухи гнали стада скота. Но этот поход ндвандве снова завершился их полным разгромом, их войско было полностью уничтожено, после чего зулусы перебили следовавших за войском женщин и детей племени. Спастись удалось только самому Сикуньяне вместе с несколькими приближенными.